# Egon Rix
Egon Rix er fotograf og er mest kendt for sine utallige medvirkener i diverse programmer med Søren Ryge Petersen. Han har desuden filmet bl.a. Ouafas fredsmission.